# Eumorpha phorbas
Eumorpha phorbas är en fjärilsart som beskrevs av Pieter Cramer 1775. Eumorpha phorbas ingår i släktet Eumorpha och familjen svärmare. Inga underarter finns listade i Catalogue of Life.

## Bildgalleri

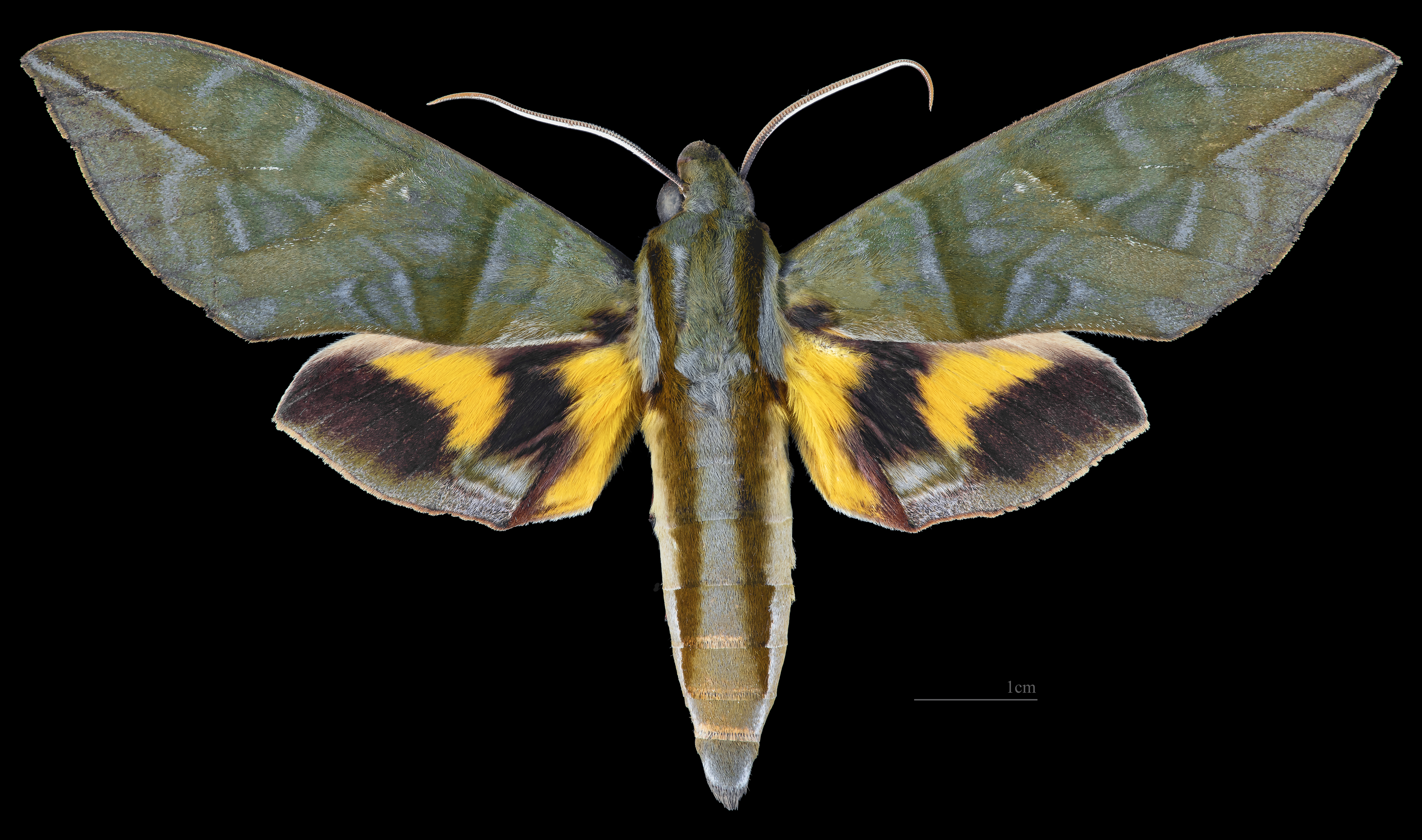
Eumorpha phorbas ♂
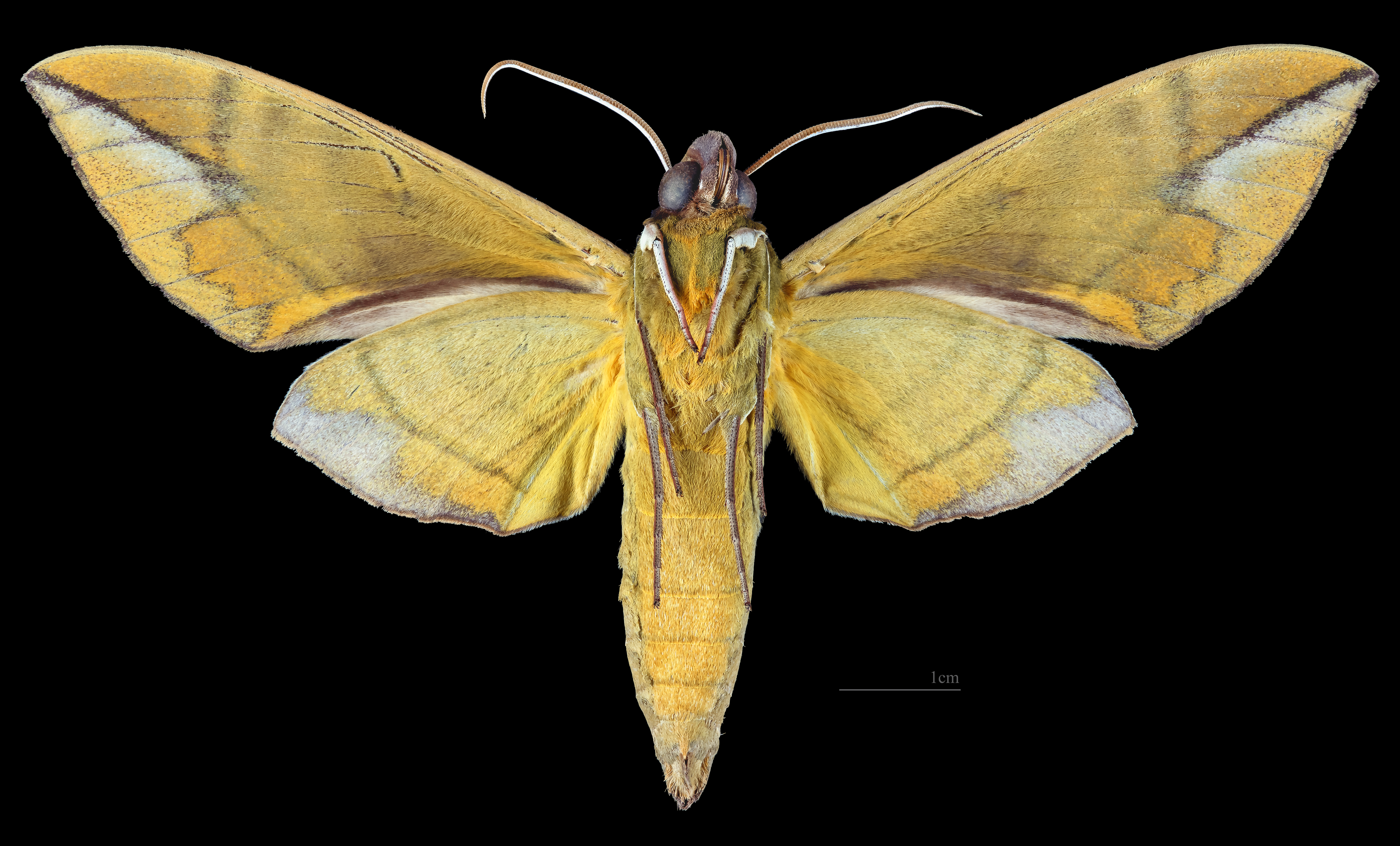
Eumorpha phorbas ♂   △
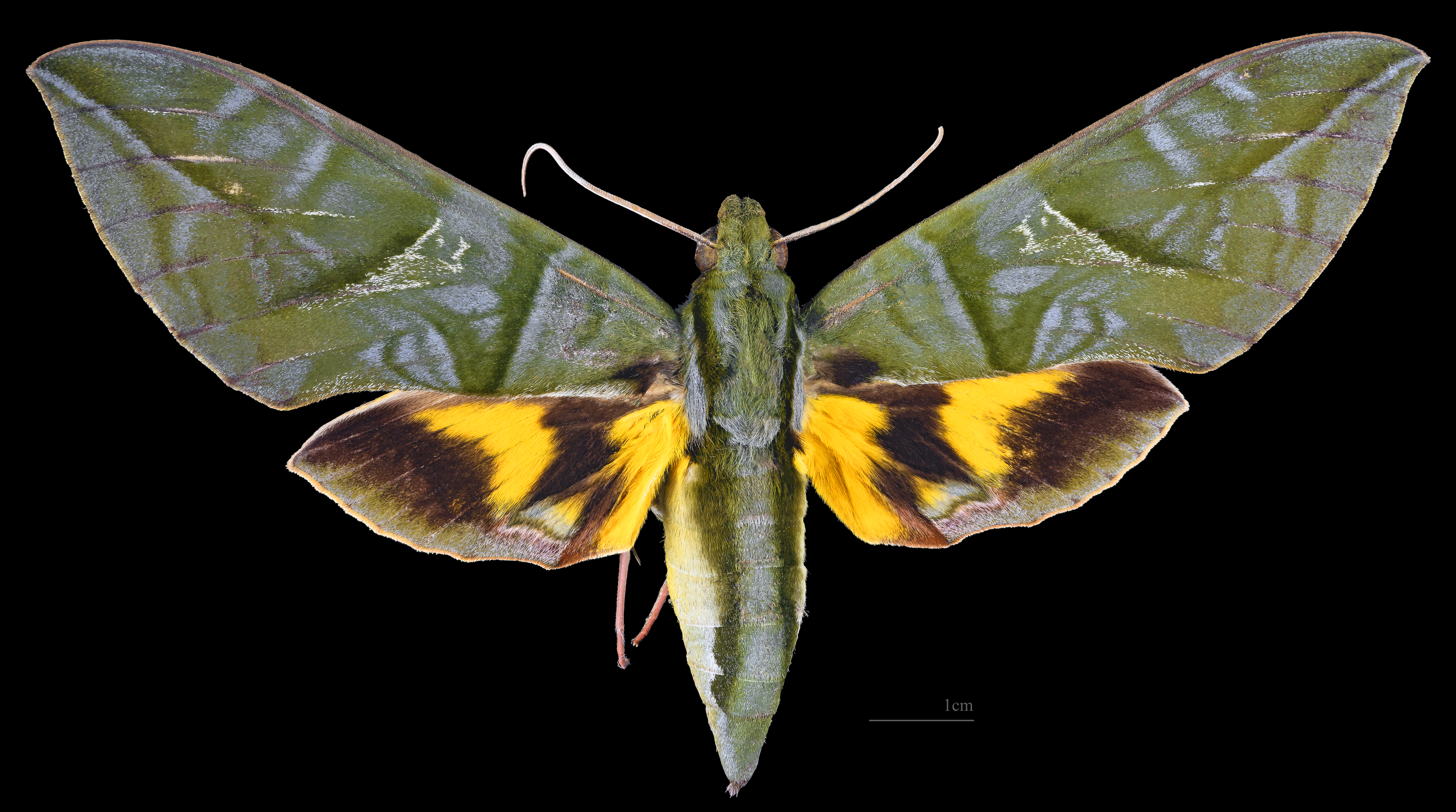
Eumorpha phorbas ♀
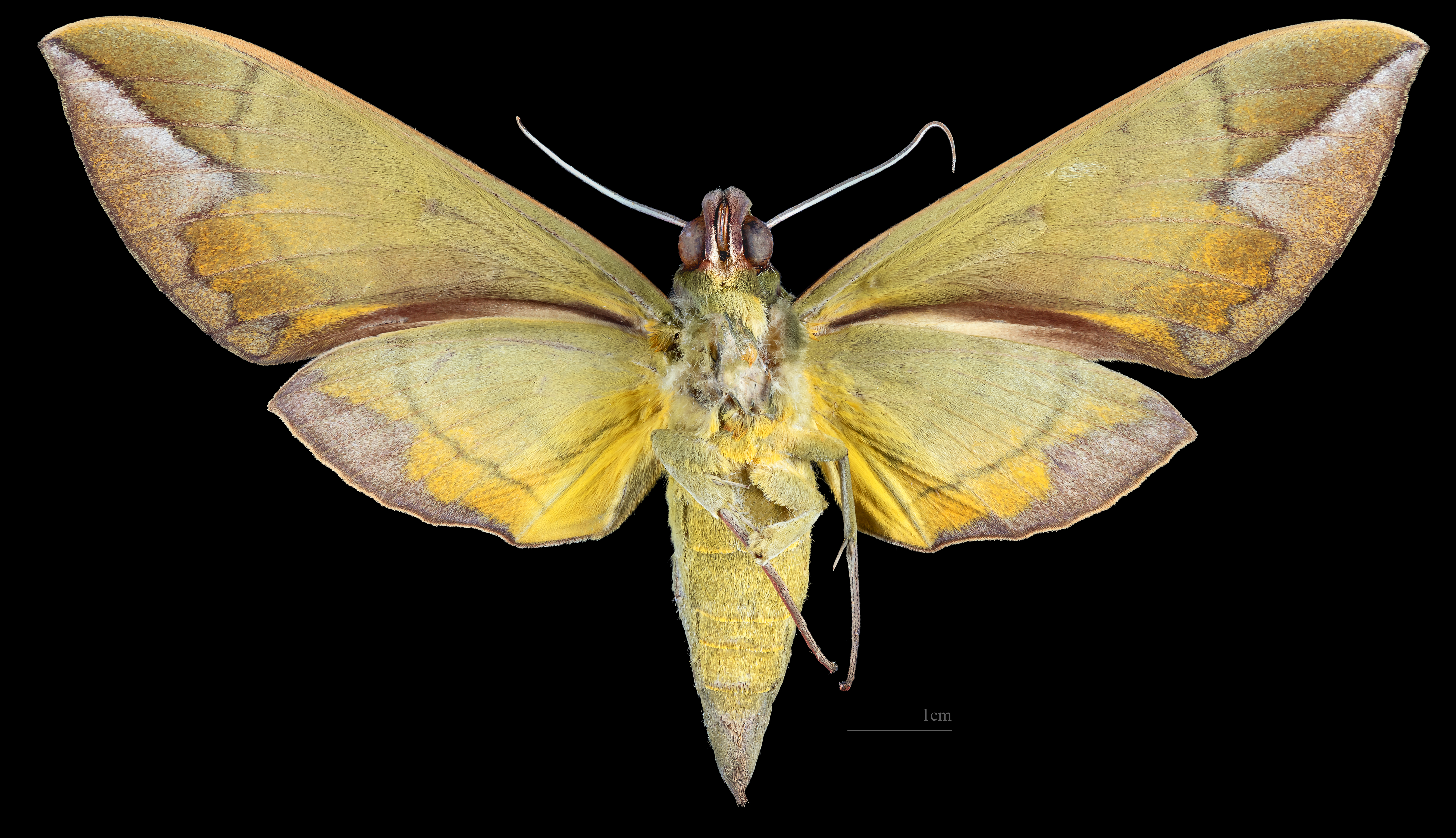
Eumorpha phorbas ♀   △